# Ocell del paradís de Lawes
L'ocell del paradís de Lawes o ocell del paradís emplomallat (Parotia lawesii) és una espècie d'ocell de la família dels paradiseids (Paradisaeidae) que habita els boscos de muntanya de l'orient de Nova Guinea.